# عید فرشته میکائیل

عید فرشته میکائیل (انگلیسی: Michaelmas) و یا جشن فرشته میکائیل، یک فستیوال و جشنواره کوچک مسیحی است که در برخی از آیین‌های نیایش‌سرایی در ۲۹ سپتامبر اجرا می‌گردد. این روز در عین حال، روز گرامی داشتن فصل پاییز و درو محصول است. در انگلستان روز خاتمه قراردادهای کرایهٔ خانه و یا سر رسید اجاره است. در این روز همچنین مراسمی با غذای سنتی خوراک غاز سرخ کرده برگزار می‌گردد.